# Cedric Smith
Cedric Smith (Bournemouth, Anglia, 1943. szeptember 21. –) brit származású kanadai színész és zenész. Ismert filmes szerepe Alec King, a Váratlan utazásban.

## Élete és pályafutása
Angliában született 1943-ban. 10 éves volt, amikor Kanadába költözött. 1961-ben otthagyta a középiskolát, hogy teljes munkaidős népdalénekes legyen. Tagja volt egy zenei népcsoportnak a Perth County Conspiracy-nak, és írt néhány dalt, amelyeket el is énekelt, és rögzítette a zenekarnak. 1963-ban, Daytonban egy Ohioi kávéházban hosszabb ideig fellépett a "Lemon Tree"-be. Egy hatalmas mennyiségű Shakespeare sorozatok között olvasott. Népi énekesként Main St Hamiltonban, szintén egy kávéházban énekelt az "Ebony Knight"-ba. 1967 és 1968 között a "Black Swan"-ni előadásokon is részt vett, a Theater in Stratfordban.
Színészi pályafutását 1975-ben kezdte, a Peep Show c. filmsorozatban.
1993-ban Smith a legjobb színésznek járó Gemini-díjat nyerte el a folyamatos drámai szerepéért, amit Alec King megformálójaként alakított a Váratlan utazás c. filmsorozatban. De még számos filmben és filmsorozatokban is játszott, mint mellékszereplő.

## Magánélete
Született egy fia 1993-ban, Darcy Montgomery Smith. Felesége Catherine Disher, aki Jane Greyt játszotta az X-Menben.
Később elváltak.

## Filmjei
- 2010 - Shadow Island rejtélyei: Az utolsó karácsony (Shadow Island Mysteries: The Last Christmas)
- 2008 - Gondolathívás (Glitch)
- 2008 - XIII - Az összeesküvés sorozat (XIII)
- 2007 - A Cég - A CIA regénye (The Company) ... Allen Dulles
- 2005 - Anne: Utazás a Zöldormú házba (Anne: Journey to Green Gables) (szinkronhang)
- 2003 - Jézus élete János evangéliuma alapján (The Gospel of John)
- 2003 - A sötétségen túl (More Than Meets the Eye: The Joan Brock Story)
- 2003 - János evangéliuma (The Visual Bible: The Gospel of John) ... Caiaphas
- 2002 - Őrizd meg a hited! (Keep the Faith, Baby)
- 2002 - Hatalom és csillogás (Power and Beauty) ... Thompson
- 2002 - Idegen szív (Heart of a Stranger)
- 2001 - Töretlen hit (Jenifer) ... Dr. Richards
- 1999 - Goya, az ébren álmodó (Goy: Awakened in a Dream)
- 1999 - A tenger gyermekei (Sea People) ... Samuel "Sam" Casey (Sea Person)
- 1998 - Leonardo - A repülés álma (Leonardo: A Dream of Flight)
- 1998 - Oroszlánbarlang (The Long Island Incident)
- 1995 - Hiroshima ... Curtis LeMay tábornok
- 1989-1996 - Váratlan utazás sorozat (Road to Avonlea) ... Alec King
- 1985 - Anna (Anne of Green Gables) ... Allan tiszteletes
- 1981 - Heavy Metal ... csapos (szinkronhang)
- 1979 - Fékevesztett erő (Fast Company)
- 1977 - Ki látta a szelet? (Who Has Seen the Wind) ... Dr. Svarich

## Fordítás
Ez a szócikk részben vagy egészben  a   Cedric Smith (actor) című angol Wikipédia-szócikk fordításán alapul.  Az eredeti cikk szerkesztőit annak laptörténete sorolja fel. Ez a jelzés csupán a megfogalmazás eredetét és a szerzői jogokat jelzi, nem szolgál a cikkben szereplő információk forrásmegjelöléseként.